# (6335) Nicolerappaport
(6335) Nicolerappaport – planetoida z pasa głównego asteroid okrążająca Słońce w ciągu 4 lat i 106 dni w średniej odległości 2,64 j.a. Została odkryta 5 lipca 1992 roku w Obserwatorium Palomar przez Eleanor Helin i Jeffa Alu. Nazwa planetoidy pochodzi od Nicole Rappaport (ur. 1950), naukowca z Jet Propulsion Laboratory. Przed nadaniem nazwy planetoida nosiła oznaczenie tymczasowe (6335) 1992 NR.